# Division de l'Intérieur
La Division de l'Intérieur (en malais, Bahagian Pedalaman) est une division administrative de l'État de Sabah en Malaisie. Elle occupe la partie sud-est du territoire de Sabah. Avec une superficie de 18 298 km2, elle occupe 24,9 % du Sabah. Avec ses 420 800 habitants elle comprend environ 14,7 % de la population de l'État. La division est elle-même divisée en districts, ceux de Beaufort, de Keningau, de Kuala Penyu, de Nabawan, de Sipitang, de Tambunan et de Tenom.
Les côtes de la Division sont principalement peuplées de Bisaya, de Malais brunéiens et de Kedayan, alors que les terres intérieures à l'est du Banjaran Crocker est peuplée majoritairement de plusieurs sous-groupes du peuple Kadazan-Dusun. La ville de Tambunan est considérée comme le centre principal de la culture Kadazane et la ville de Tenom est le cœur du peuple Murut.

## Districts
La Division de la côte occidentale est elle-même divisée en 7 districts suivants :
| Nom                     | Surface   | Capitale    |
| ----------------------- | --------- | ----------- |
| District de Beaufort    | 1 735 km2 | Beaufort    |
| District de Keningau    | 3 533 km2 | Keningau    |
| District de Kuala Penyu | 453 km2   | Kuala Penyu |
| District de Nabawan     | 6 089 km2 | Nabawan     |
| District de Sipitang    | 2 732 km2 | Sipitang    |
| District de Tambunan    | 1 347 km2 | Tambunan    |
| District de Tenom       | 2 409 km2 | Tenom       |

## Membres du parlement
| Parlement       | Membre              | Parti     |
| --------------- | ------------------- | --------- |
| P176 Kimanis    | Mohamad Alamin      | BN (UMNO) |
| P177 Beaufort   | Aziziah Mohd Dun    | PN (PPBM) |
| P178 Sipitang   | Yamani Hafez Musa   | PN (PPBM) |
| P180 Keningau   | Jeffrey Kitingan    | PN (STAR) |
| P181 Tenom      | Noorita Sual        | PH (DAP)  |
| P182 Pensiangan | Arthur Joseph Kurup | BN (PBRS) |

## Histoire
La division actuelle de l'État de Sabah est largement héritée de la division du North Borneo Chartered Company. Après l'acquisition du Bornéo du Nord par charte royale en 1881, la division administrative est confiée au baron von Overbeck puis poursuivie par la création de deux résidences : la West Coast Residency et la East Coast Residensy. Le siège des deux résidences se trouve à Sandakan, où le gouverneur est basé. Chaque résidence est ensuite divisée en plusieurs provinces gérées par un officier de district.
Au fur et à mesure que le Bornéo du Nord ne s'étend, le nombre de résidences est passée à cinq : la Tawau Residency (ou East Coast Residency), la Sandakan Residency, la West Coast Residency, la Kudat Residency et la Interior Residency. Les différentes provinces sont d'abord nommée d'après les membres du bureau d'administration : Alcock, Cunlife, Dewhurst, Keppel, Dent, Martin, Elphinstone, Myburgh et Mayne. Les résidents de première classe occupaient les résidences de Sandakan et de la côte occidentale, alors que les résidents de seconde classe occupaient les trois autres résidences. Les résidences de Sandakan et de la côte occidentale sont alors membres du Conseil législatif, l'Assemblée législative de la compagnie.
La subdivision en résidences est maintenue lorsque le Bornéo du Nord devient une Colonie de la Couronne après la Seconde Guerre mondiale. Le 16 septembre 1963 avec la formation de la Malaisie, le Bornéo du Nord, devenu l’État de Sabah, reforme sa structure administrative par le biais de l'Ordonnance sur les Unités Administratives. En même temps, le gouverneur de Sabah, le chef de l’État de Sabah, est autorisé par proclamation à diviser l'État en Divisions et en Districts. L'abolition du terme de Résidence en faveur de la Division a eu lieu en 1976.
Aujourd'hui, la Division n'a qu'une signification formelle et ne constitue plus son propre niveau administrative. La Résidence est également abolie, l'administration municipale de Sabah étant aux mains des officiers de district.

### Liens connexes
- Division de Malaisie orientale